# Белгард ан Марш
Белгард ан Марш (фр. Bellegarde-en-Marche) насеље је и општина у централној Француској у региону Лимузен, у департману Крез која припада префектури Обисон.
По подацима из 2011. године у општини је живело 397 становника, а густина насељености је износила 126,43 становника/km². Општина се простире на површини од 3,14 km². Налази се на средњој надморској висини од 603 метара (максималној 648 m, а минималној 530 m).

## Демографија
| 1962. | 1968. | 1975. | 1982. | 1990. | 1999. | 2011. |
| ----- | ----- | ----- | ----- | ----- | ----- | ----- |
| 404   | 413   | 417   | 407   | 425   | 425   | 397   |

График промене броја становника у току последњих година